# Billard de pub
 (octobre 2015).
Si vous disposez d'ouvrages ou d'articles de référence ou si vous connaissez des sites web de qualité traitant du thème abordé ici, merci de compléter l'article en donnant les références utiles à sa vérifiabilité et en les liant à la section « Notes et références ».
Le billard de pub (bar billiards en anglais) est une variante du billard qui s'est développée à partir du jeu franco-belge "billard russe", d'origine russe.
Dans sa forme la plus courante le bar billiards a commencé à se développer au Royaume-Uni dans les années 1930 quand un Anglais, David Gill, assista à une partie de billard russe en Belgique et persuada la "Jelkes company of Holloway Road" à Londres de fabriquer une table de jeu identique (des tables étaient également fabriquées par Sams, Riley, Burroughs & Watts et Clare). Ce jeu traditionnel est pratiqué dans des compétitions ayant lieu essentiellement dans le Sussex, le Berkshire, l'Oxfordshire, le Buckinghamshire, le Surrey, le Kent, le Cambridgeshire, le Hampshire, le Norfolk, le Northamptonshire et le Yorkshire. Ces comtés font partie de la "All England Bar Billiards Association". Il existe également deux ligues sur les îles de Guernesey et Jersey. 

## Les règles
Le billard de pub se pratique à plusieurs joueurs sur une table recouverte de tissu et bordée de bandes, sur laquelle on fait rouler des billes que l’on frappe à l’aide d’une queue. La table mesure 71 centimètres de long et ne possède pas de poches latérales ou dans les coins : celles-ci se répartissent sur la surface de jeu (huit poches en tout). Chaque poche se voit attribuer un nombre de points allant de 10 à 200.
Il y a huit billes (sept blanches et une rouge): chaque bille blanche rapporte une fois la mise du trou où elle est rentrée, tandis que la rouge double la mise.

Sur la surface de la table sont réparties trois quilles ou "champignons". Deux quilles blanches sont placées de part et d'autre de la poche d'une valeur de 100 points et une quille noire devant la poche d'une valeur de 200 points.

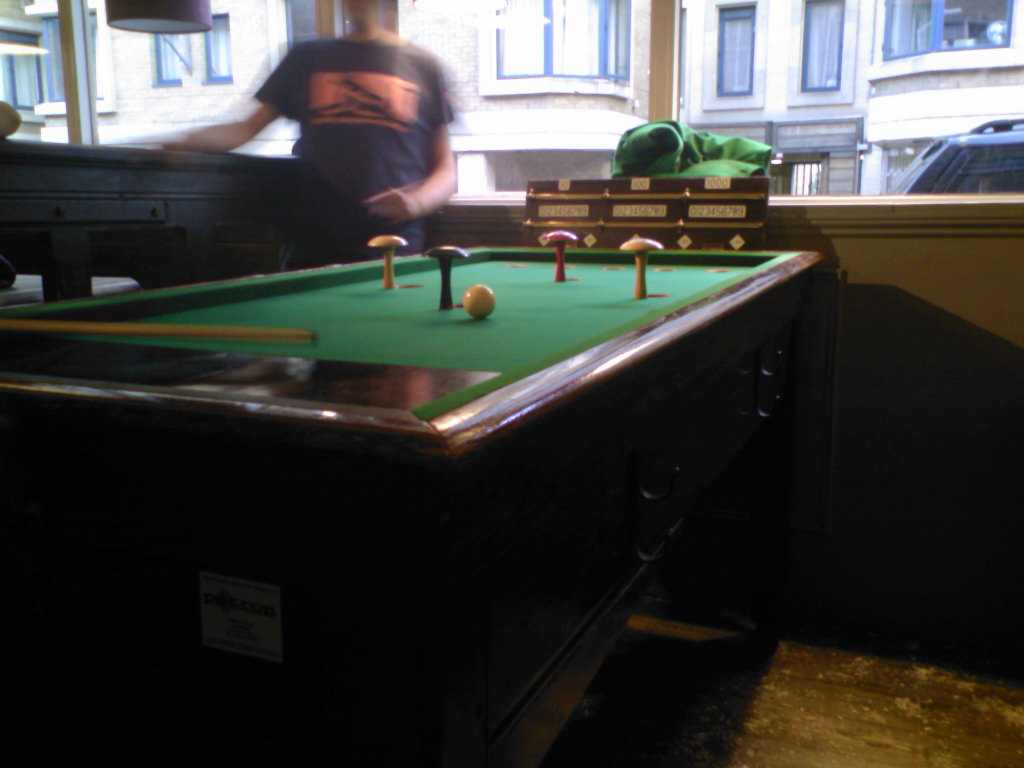
Table avec des quilles en forme de champignons.

Dans des versions antérieures du jeu, des champignons en bois étaient utilisés à la place des quilles. Plusieurs ligues continuent de jouer avec cette configuration à Norwich, Sudbury et York.
Si une quille blanche est renversée, le joueur passe son tour et tous les points acquis durant son tour sont annulés. Si la quille noire est renversée, le joueur passe son tour et les points qu'il a remportés depuis le début de la partie sont perdus. Dans le cas où une quille noire et une quille blanche sont renversées sur le même coup, c'est la quille qui tombe la première qui prévaut.

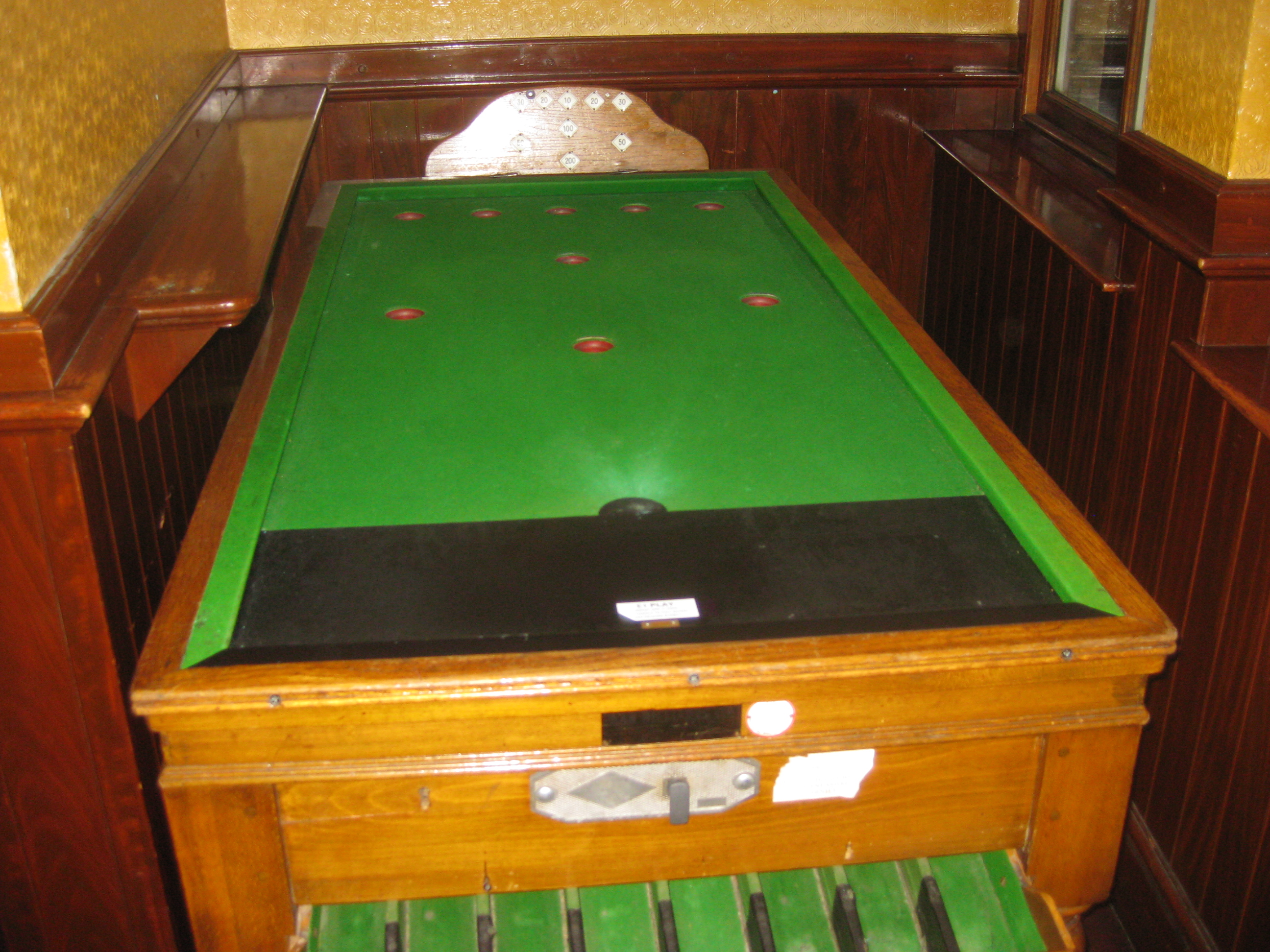
Table de "bar billiard".

Tous les coups sont joués à partir du même endroit, à l'extrémité de la table (ce qui explique que seul un côté de la table soit souvent accessible). Au début de la partie ou quand il n'y a aucune bille sur la table, une bille blanche et la bille rouge sont placées vis-à-vis sur les mouches leur correspondant. La casse ("break shot", avec la bille blanche) ne peut être effectuée qu'à trois reprises consécutives si les deux billes sont rentrées du premier coup (un quatrième coup similaire entraîne une faute et la perte de tous les points du tour).  
Le tireur joue autant de fois qu'il parvient à rentrer au moins une boule sans faire tomber de quille. Si un joueur échoue à rentrer au moins une bille, son tour passe et son adversaire reprend la partie avec une nouvelle bille. Si toutes les billes sont sur la table, la bille la plus proche de la mouche de la casse est remise en jeu. 
La durée de la partie est limitée. Un jeton permet généralement de jouer 17 minutes, mais cette durée varie selon les régions. Une fois le temps écoulé, une barre tombe et empêche les billes de revenir, ce qui conduit à réduire progressivement le nombre de billes en jeu.